# ときたひろし
ときた ひろし（1967年 - ）は、日本の絵本作家。元警察官。宮城県仙台市出身。別名・坂東忠信。

## 略歴
高校卒業後、警視庁に18年間勤務し、都心繁華街の駅前交番勤務、機動隊、刑事などを経験する。2003年（平成15年）末に警視庁を退職後、絵本作家となり、2004年（平成16年）、旧日本軍戦車が主人公の『9番目の戦車』でデビューする。この当時は、東京都西多摩郡に居住し、絵本制作のかたわら、近隣住民に向けて「お茶の間防犯コンサルタント」もしていた。
2012年（平成24年）頃は茨城県に在住。雑誌などのイラスト・挿絵製作も行っている。甲冑造りも行い、戦国武将の絵の展示会を2021年（令和3年）に東村山市で開いたこともある。保守系の言論人として移民問題・間接侵略などをテーマに本を出版する際には「坂東忠信」で活動している。

## 作品リスト
- 9番目の戦車（2004年8月6日、PHP研究所、ISBN 978-4569637631）
- お父さんへの千羽鶴 （2007年7月、展転社、ISBN 978-4886563057）
- 心を育てる紙芝居 第2弾 にっこり侍（2009年7月10日、モラロジー研究所、ISBN 978-4896391749）
- 心を育てる紙芝居 第3弾 モンキチ森のポンタの木（2009年9月2日、モラロジー研究所、イラスト：松井文子、ISBN 978-4896391763）

坂東忠信名義
以下の他にジャパニズムに繰り返し寄稿
- いつまでも中国人に騙される日本人（2008年7月9日、ベストセラーズ、ISBN 978-4584121917）
- 通訳捜査官（2008年1月1日、経済界、ISBN 978-4766784138）
- 日本が中国の「自治区」になる（2010年6月25日、産経新聞出版、ISBN 978-4819111058）
- 中国が世界に知られたくない不都合な真実（2010年12月21日、青春出版社、ISBN 978-4413037853）
- 日本は中国人の国になる（2012年3月23日、徳間書店、ISBN 978-4198633868）
- 新・通訳捜査官（2012年5月25日、経済界、ISBN 978-4766720303）
- 静かなる日本戦区（2013年7月22日、青林堂、ISBN 978-4792604738）
- 怖ろしすぎる中国に優しすぎる日本人（2014年8月19日、徳間書店、ISBN 978-4198638450）
- 中韓に食い物にされるニッポン　―在日特権、偽装難民を許すな！―（2015年8月1日、文芸社、ISBN 978-4286168388）
- 在日特権と犯罪（2016年10月8日、青林堂、ISBN 978-4792605674）
- 寄生難民（2017年9月15日、青林堂、ISBN 978-4792606015）
- 亡国の移民政策　―外国人労働者受入れ拡大で日本が消える―（2018年12月19日、啓文社書房、ISBN 978-4899920571）
- 移民戦争（2019年1月25日、青林堂、ISBN 978-4792606411）
- あなたがここに転生した理由（2020年6月23日、青林堂、ISBN 978-4792606794）
- スパイ（2022年4月4日、青林堂、ISBN 978-4792607210）
- 六六六と666　―日月神示とヨハネ黙示録―（2024年4月17日、青林堂、ISBN 978-4792607616）